# 揖斐川町立小島小学校
揖斐川町立小島小学校（いびがわちょうりつ おじましょうがっこう）は、岐阜県揖斐郡揖斐川町にある公立小学校。

## 通学区域
- 通学区域は上東野、小島、和田、岡、新宮、黒田、市場、白樫、上野、瑞岩寺であり、公立中学校の進学先は揖斐川町立揖斐川中学校である[1]。

## 沿革
- 1873年（明治6年） - 秉彝学校が開校する。堀村、野中村、大門村、溝尻村[2]、上野村、岡村、東野村[3]の児童が通学する。
- 1876年（明治9年） - 現在地に移転。
- 1891年（明治24年） - 小島尋常小学校に改称する。
- 1896年（明治29年） - 女子補習科を設置。
- 1897年（明治30年）4月1日 - 小島村、上野村、上東野村、市場村、和田村、瑞岩寺村、白樫村、新宮村、黒田村、岡村が合併し、改めて小島村が発足する。
- 1898年（明治31年） - 小島尋常高等小学校に改称する。
- 1900年（明治33年） - 久瀬村大字三倉の三倉尋常小学校が廃校。三倉地区の児童は小島尋常小学校に転入する。
- 1906年（明治39年） - 農業補習学校を併設する。
- 1923年（大正12年） - 久瀬村に久瀬第三尋常小学校が開校。三倉地区の児童は久瀬第三尋常小学校へ転出する。
- 1941年（昭和16年）4月1日 - 小島国民学校に改称する。
- 1947年（昭和22年）4月1日 - 小島村立小島小学校に改称する。
- 1953年（昭和28年）4月 - 小島中学校を併設する。
- 1955年（昭和30年）4月1日 - 揖斐町、北方村、清水村、小島村、大和村が合併し揖斐川町が発足。同時に揖斐川町立小島小学校に改称する。
- 1960年（昭和35年）9月 - 併設の小島中学校が廃校。揖斐川中学校小島教室を併設する。
- 1961年（昭和36年）4月 - 併設の揖斐川中学校小島教室が廃止。
- 2025年（令和7年）4月1日 - 揖斐川町立春日小学校を統合。